# 마하야 페트로시안
마하야 페트로시안(페르시아어: ماهایا پطروسیان, 영어: Mahaya Petrosian, 1970년 1월 3일 ~ )은 이란의 배우이다.

## 같이 보기
- 타미네 밀라니
- 모흐센 마흐말바프